# Rădăcină cubică

Rădăcina cubă a lui x, reprezentată grafic. Se notează y = pentru oricare.

În matematică, rădăcina cubică a unui număr a este numărul y cu proprietatea că y3 = a. De exemplu, {\displaystyle {\sqrt[{3}]{8}}=2}, deoarece 23 = 8.
Rădăcina cubică poate fi numită și radical de ordinul 3.